# Lovington (Somerset)
Pour les articles homonymes, voir Lovington (homonymie).
Lovington est une paroisse civile et un village du Somerset, en Angleterre.